# 大果树参
大果树参（学名：Dendropanax macrocarpus）是五加科树参属的植物，是中国的特有植物。分布于中国大陆的广西、云南等地，生长于海拔1,600米至2,000米的地区，常生长在常绿阔叶林中，目前尚未由人工引种栽培。

## 别名
大果木五加（植物分类学报、广西植物名录）